# Generaal Geelkop
Generaal Geelkop is het tiende album uit de stripreeks Blueberry van Jean-Michel Charlier (scenario) en Jean Giraud (tekeningen). Het album verscheen voor het eerst in 1974 bij zowel uitgeverij Lombard als uitgeverij Semic Press. Het album is daarna acht keer herdrukt, voor het laatst in 1994. Generaal Geelkop werd in 2017 samen met de delen De Mijn van Prosit en Het Spook van de Goudmijn integraal uitgegeven door Dargaud.

## Inhoud
De schrijver Charlier voert in dit deel een historisch figuur ten tonele. Generaal Custer, bekend van zijn nederlaag en dood in de Slag bij de Little Bighorn, heeft als voorbeeld gediend voor generaal McAllister (Generaal Geelkop). 
Generaal Geelkop is het vervolg van De vlakte der Sioux waarin generaal Allistair, de Indianenslachter, met zijn leger de Cheyennes probeert uit te moorden. Blueberry en zijn makkers Red Neck en Jimmy McClare doen alles wat in hun vermogen ligt om de indianen van de algehele ondergang te redden. 

## Hoofdpersonen
- Blueberry, cavalerie luitenant
- Jim MacClure, oudere metgezel van Blueberry
- Red Neck, metgezel van Blueberry
- McAllister, generaal